# 泉のニンフ
『泉のニンフ』（いずみのニンフ、独: Quellnymphe、英: The Nymph of the Spring）は、ドイツ・ルネサンス期の画家ルーカス・クラナッハ (父) が菩提樹板上に油彩で制作した絵画である。クラナッハは「泉のニンフ」という主題を1510年代から取り上げ、多数のヴァリエーションを制作した。そのうち後期に属する本作は、1957年にクレアレンス Y. パリッツ (Clarence Y. Palitz) に寄贈されて以来、ワシントンのナショナル・ギャラリー・オブ・アートに所蔵されている。

## 作品

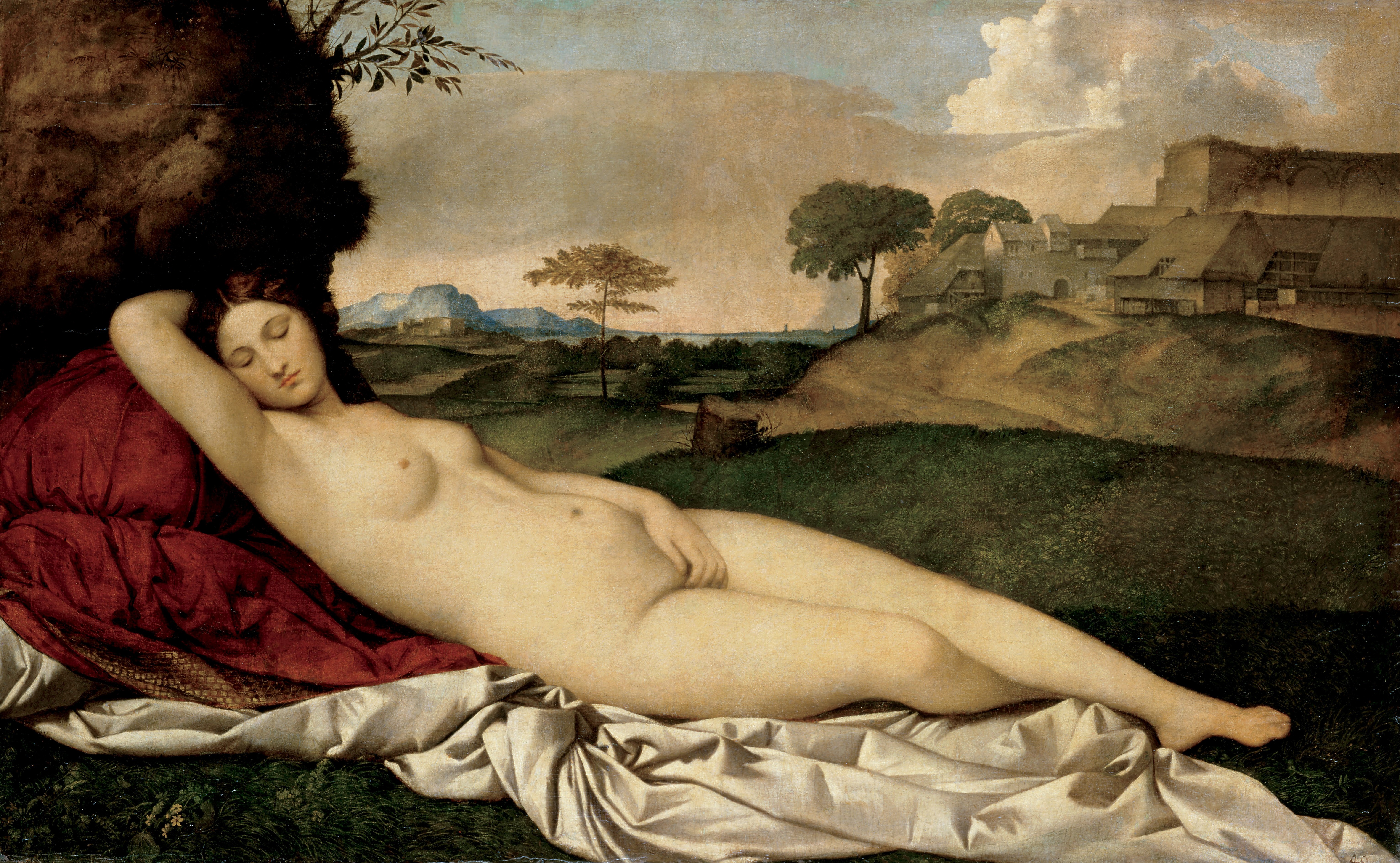
ジョルジョーネ『眠れるヴィーナス』 (1510年)、アルテ・マイスター絵画館、ドレスデン

クラナッハは、早くも1510年代にジョルジョーネの『眠れるヴィーナス』などによりイタリアに定着していた横たわる裸婦の表現を「泉のニンフ」という主題でアルプス以北の絵画に導入した。それらクラナッハの作品は古代風の手本に拘束され、凝ったポーズで豪奢に飾られた噴水の前で横たわるものであった。彼が考案したこの図像は宮廷人や人文主義者たちの間で高い人気を博して享受され、画家はそれを生涯において繰り返し描くことになった。
画面では、服を脱ぎ捨てた女性が半ば目を閉じながら、開けた屋外にある天然の泉の前に横たわっている。彼女の裸身は古代の像ではない。身体のプロポーションも古代的というよりはゴシック的である。また、彼女の頭部の下にある赤いビロードの衣服や身体の装飾品は、16世紀のドイツの宮廷婦人のものである。一方、透明なヴェールは表現の官能性を強調し、鑑賞者の欲望に満ちた視線をそそる。画面下左側にはラテン語の銘文があり、「われは聖なる泉のニンフ。われは憩う。わが眠りを妨げることなかれ」 (FONTIS NYMPHA SACRI SOMNVM NE RVMPE QUIESCO) と記されている。この銘文により鑑賞者はニンフの穏やかな眠りを妨げないよう、自身の欲望を抑えることを要求される。
画面右端の樹木には矢と矢筒が吊り下げられおり、その下にはヤマウズラのつがいがいる。これらは、狩猟の女神ディアーナの存在を暗示する。彼女は、ニンフたちに誰にも裸を見せてはならないと命じた。矢は人を狂おしい愛に駆り立てるキューピッドの矢を示唆し、ヤマウズラは狩猟の表徴であると同時に性の奔放さの象徴でもある。クラナッハは他の主題の作品同様、この主題においても道徳的なメッセージを発している。絵画は画家の顧客であった洗練された鑑賞者の目と感覚を楽しませると同時に、さらなる思慮の深みへと誘う警告でもあったのである。